# مگس‌مرغ کلاه‌بنفش
مگس‌مرغ کلاه‌بنفش (نام علمی: Goldmania violiceps) یک گونه مگس‌مرغ از خانوادهٔ مگس‌مرغان است. در پاناما و شمال غرب کلمبیا یافت می‌شود.
زیستگاه طبیعی آن جنگل‌های دشت نمناک نیمه‌گرمسیری یا گرمسیری است. بیشتر در ارتفاع ۲۰۰۰ تا ۴۰۰۰ پا یافت می‌شود.

## ویژگی‌ها
طول این مگس‌مرغ ۳٫۵ اینچ است. نرها را می‌توان با ترکیب تاج بنفش و دم دوشاخهٔ شاه‌بلوطی شناسایی کرد. پرنده ماده تنها مگس‌مرغ در محدودهٔ خود با ترکیبی از زیرتنهٔ عمدتاً سفید و دم شاه‌بلوطی است.